# Tondelayo
Pour plus de détails, voir Fiche technique et Distribution.
Tondelayo (White Cargo) est un film américain réalisé par Richard Thorpe sorti en 1942.

## Synopsis
Au début du XXe siècle, en Afrique, Tondelayo, une ensorcelante métisse bouleverse la quiétude d'une petite communauté britannique.

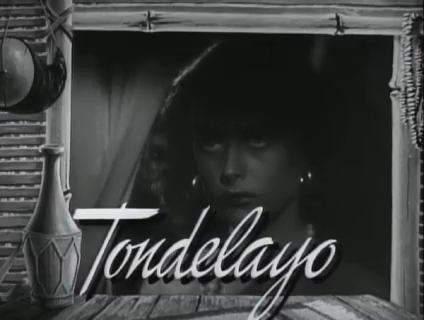
Hedy Lamarr

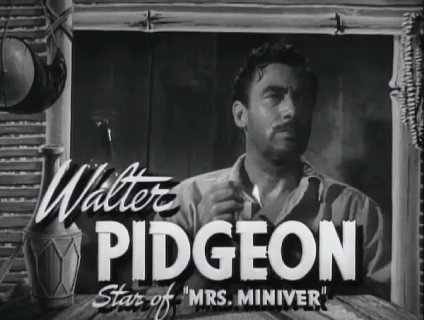
Walter Pidgeon

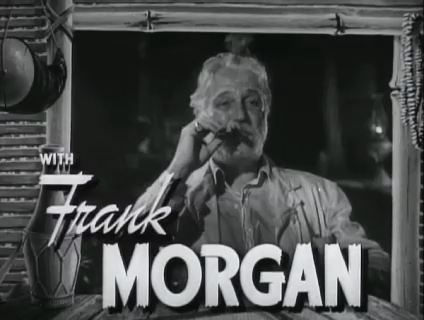
Frank Morgan

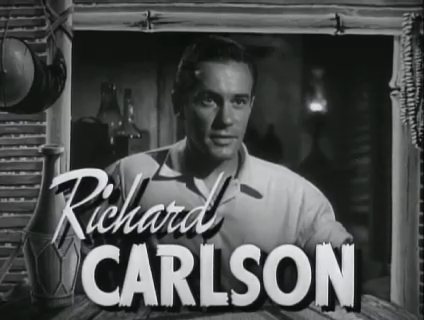
Richard Carlson

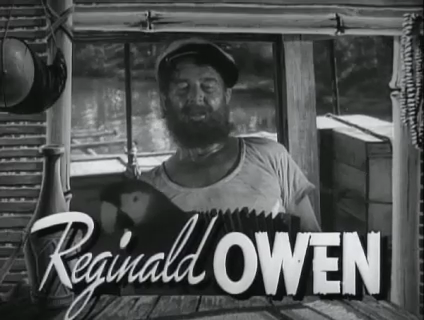
Reginald Owen

## Fiche technique
- Titre original : White Cargo
- Titre français : Tondelayo
- Réalisation : Richard Thorpe
- Scénario : Leon Gordon d'après sa pièce White Cargo, inspirée du roman Hell's Playground de Ida Vera Simonton
- Direction artistique : Cedric Gibbons
- Décors : Edwin B. Willis
- Costumes : Robert Kalloch
- Photographie : Harry Stradling Sr.
- Son : Douglas Shearer
- Montage : Fredrick Y. Smith
- Musique : Bronislau Kaper, Daniele Amfitheatrof
- Production : Victor Saville
- Société de production : Metro-Goldwyn-Mayer
- Société de distribution : Loew's Inc.
- Pays de production :  États-Unis
- Langue originale : anglais
- Format : noir et blanc — 35 mm — 1,37:1 — son Mono (Western Electric Sound System)
- Genre : Drame
- Durée : 88 minutes
- Date de sortie : États-Unis : 12 décembre 1942[1],  septembre 1942[2]

## Distribution
- Hedy Lamarr : Tondelayo
- Walter Pidgeon : Harry Witzel
- Frank Morgan : Le Docteur
- Richard Carlson : Langford
- Reginald Owen : le capitaine du Congo Queen
- Henry O'Neill : Révérend Roberts
- Bramwell Fletcher : Wilbur Ashley
- Clyde Cook : Ted, le second du Congo Queen
- Leigh Whipper : Jim Fish
- Oscar Polk : Umeela
- Darby Jones : Darby
- Richard Ainley : Worthing

## Réplique culte
- « Tu ne m'aimes pas. Nous sommes mariés depuis 3 mois et tu ne m'as toujours pas battue. »